# A&E Design

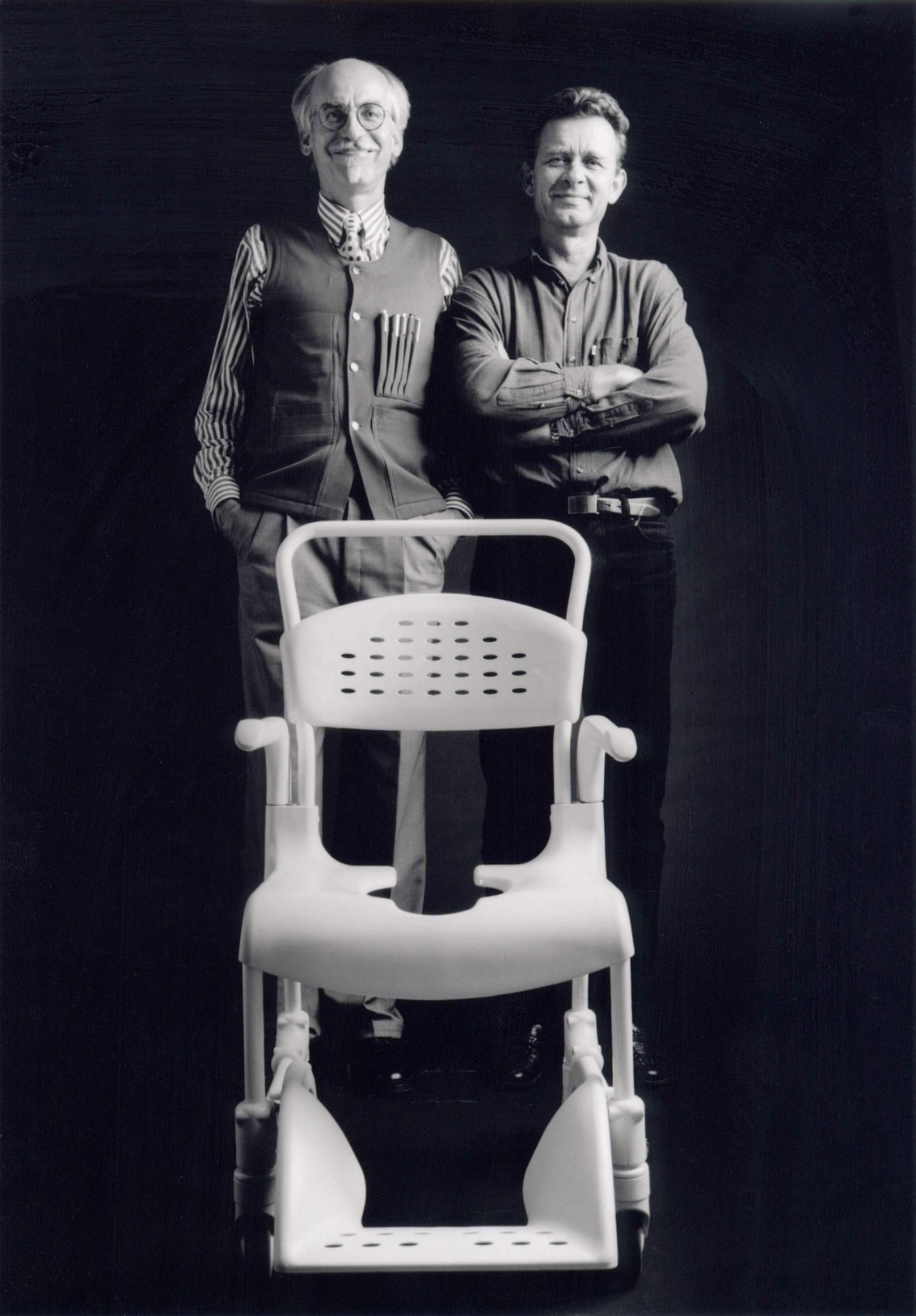
Hans Ehrich und Tom Ahlström

A&E Design (A&E Design AB) ist eines der führenden Unternehmen Skandinaviens im Bereich des Industriedesigns mit Hauptsitz in Stockholm.

## Das Unternehmen

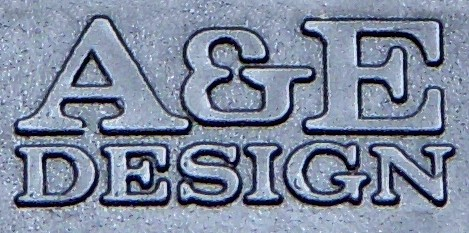
A&E Design, Logotyp

A&E Design wurde 1968 von Tom Ahlström (* 1943) und Hans Ehrich (* 1942) gegründet. Beide hatten Design und Kunstschmiede an der Kunsthochschule Konstfack in Stockholm studiert. Ihre Examensarbeiten waren ein Mobiliar aus Kunststoff respektive ein Elektroauto.
Tom Ahlström und Hans Ehrich spezialisierten sich frühzeitig auf das Design von Gegenständen aus Kunststoff und auf Hilfsmittel für Behinderte. A&E Design hat seitdem eine Vielzahl von Produkten für ältere und körperbehinderte Menschen entwickelt, beispielsweise einen Rollstuhl, der Personen in die Dusche transportiert und sie in diese hineinhebt, einen Badestuhl für Krankenhäuser sowie Armstützen in Behindertentoiletten oder nur eine einfache Verlängerung für den Griff am Wasserhahn.
Ein anderes großes Gebiet, auf dem A&E Design international bekannt wurde, sind ergonomisch und funktionell geformte Gebrauchsgegenstände. Dazu gehört eine Abspül-Bürste, die 1975 für die norwegische Firma Jordan A/S, entwickelt wurde und die immer noch (2007) produziert wird, bislang in 60 Millionen Exemplaren. Weltweit bekannt wurde auch das Warte-Nummersystem mit Nummeranzeige für AB Turn-O-Matic, das endlich Ordnung in die Warteschlangen an der Wursttheke oder beim Arbeitsamt brachte. Ein anderes erfolgreiches Produkt wurde der Klapphocker Stockholm II, der ursprünglich für das Nationalmuseum in Stockholm entworfen wurde und heute weltweit von müden Museumsbesuchern geschätzt ist.

## Bilder

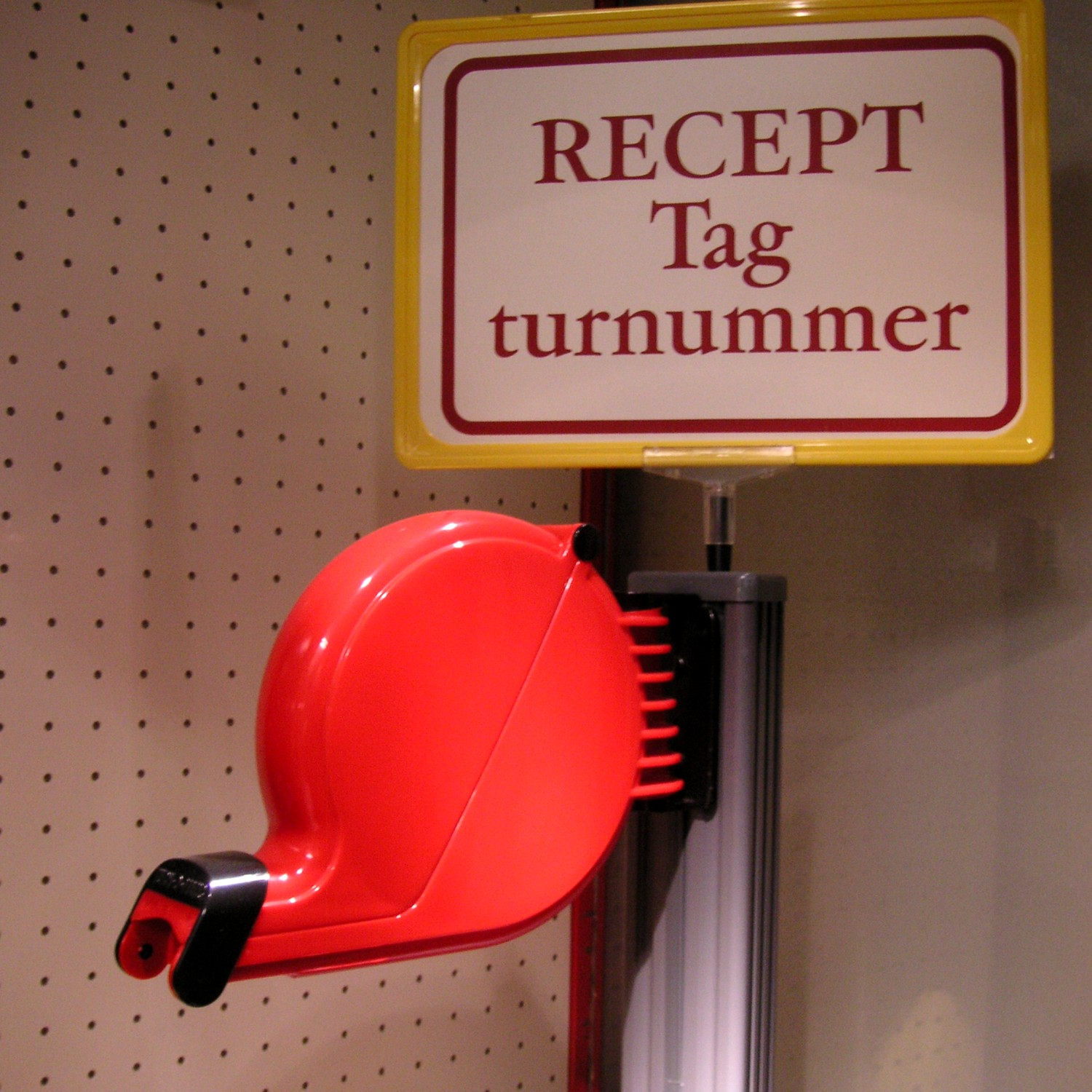
Turn-O-Matic 1974
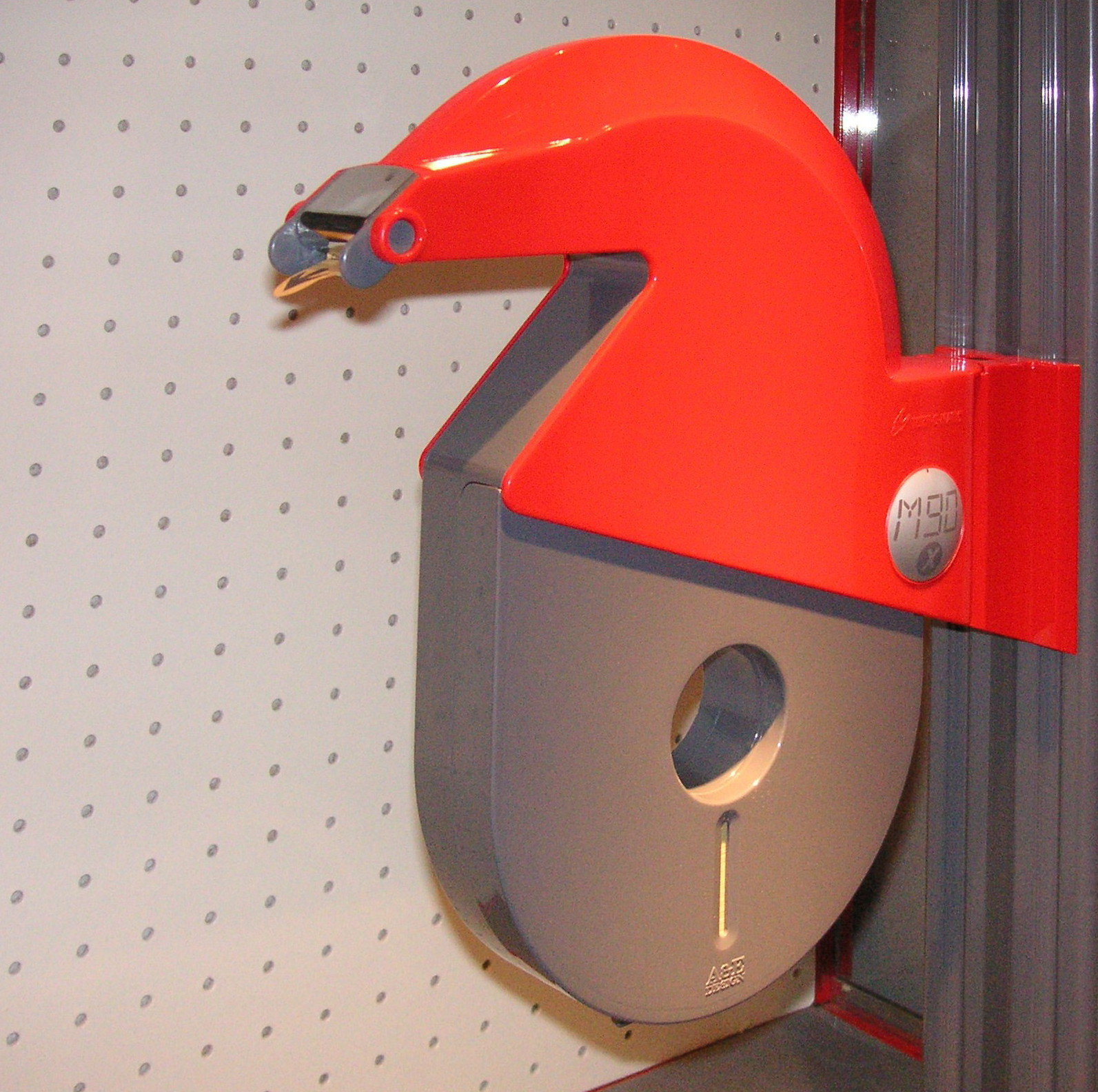
Turn-O-Matic M90
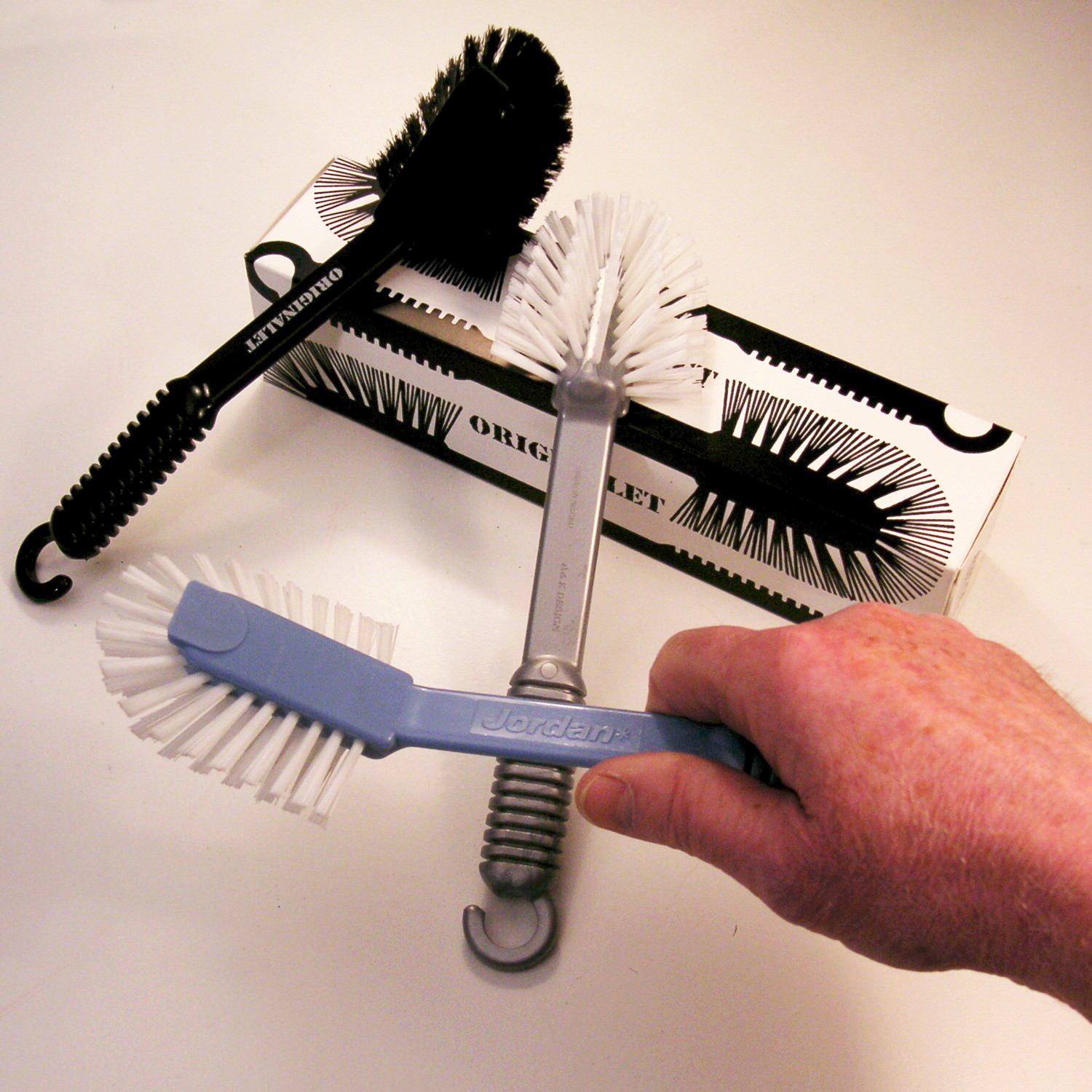
Spülbürsten 1974
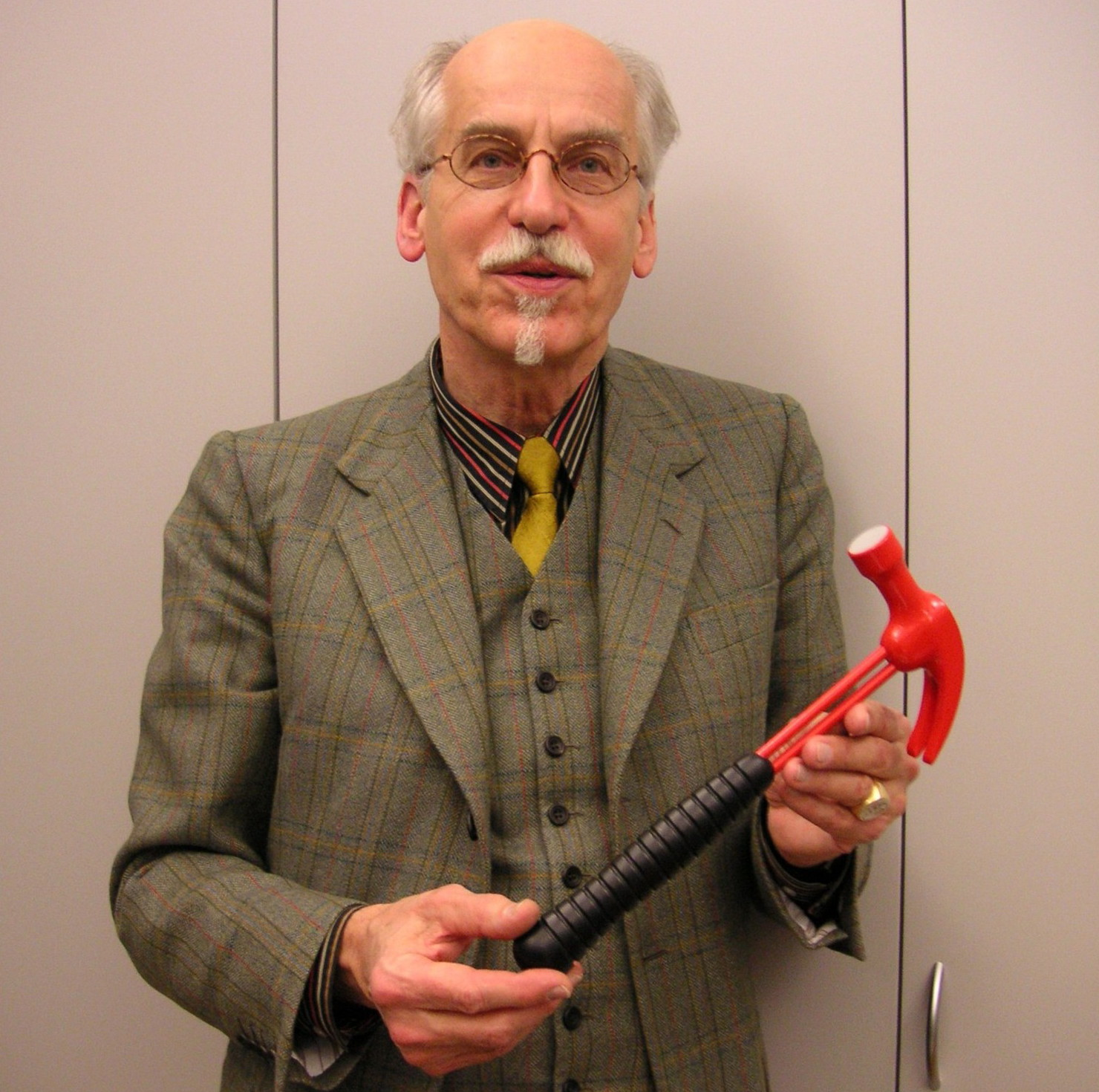
Hans Ehrich 2008
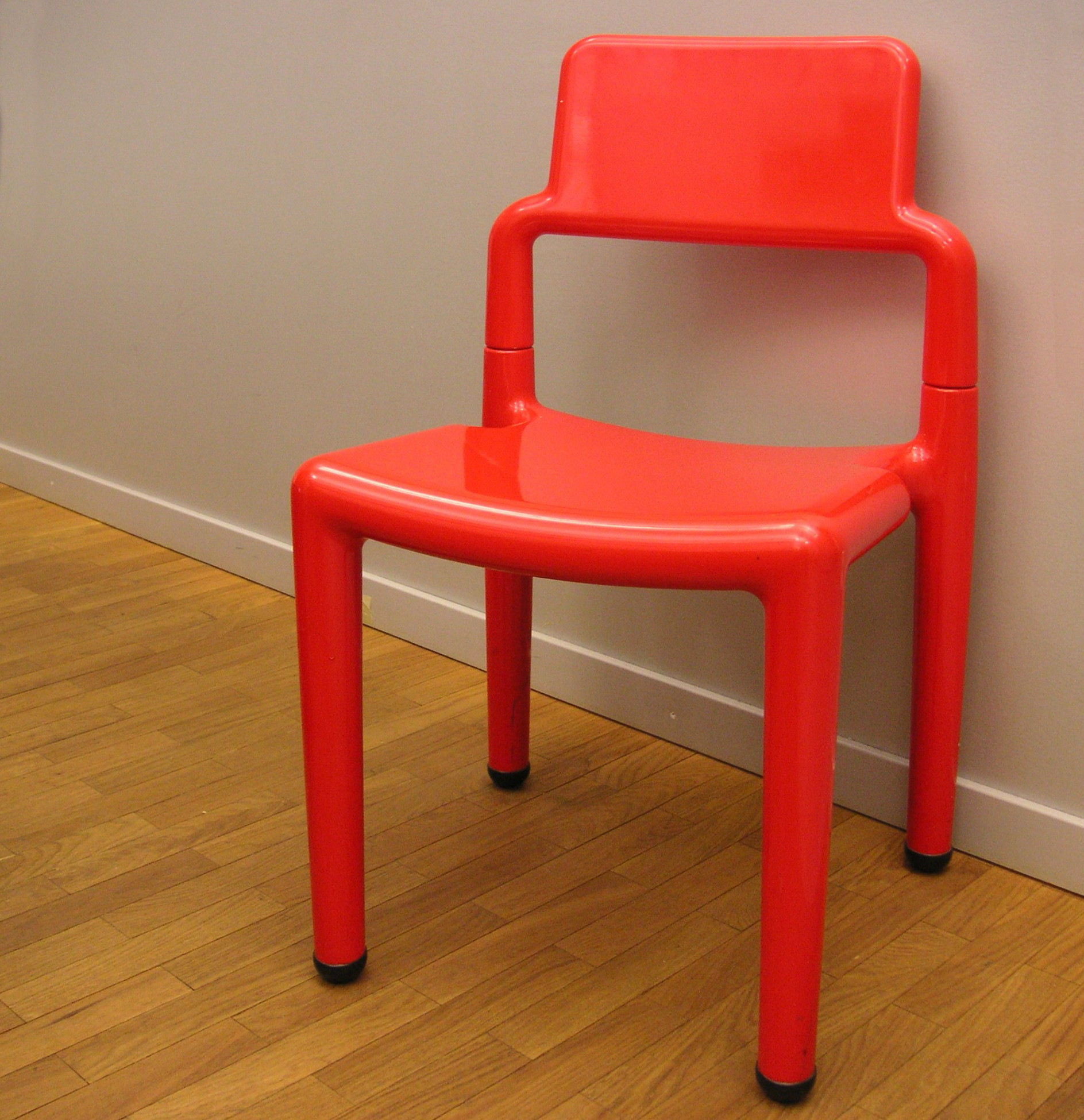
Kunststoffstuhl „Bam Bam“
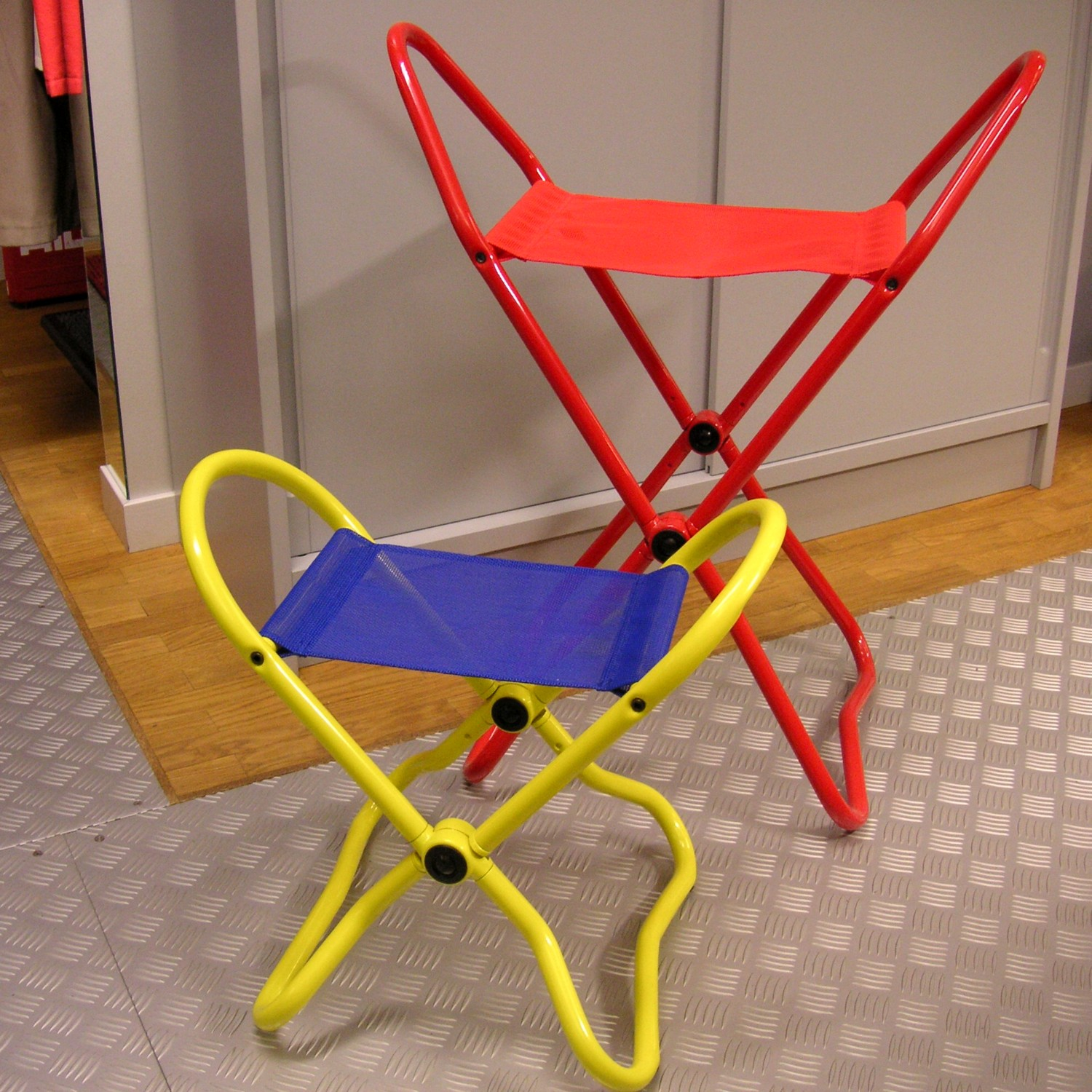
Museumshocker 1995
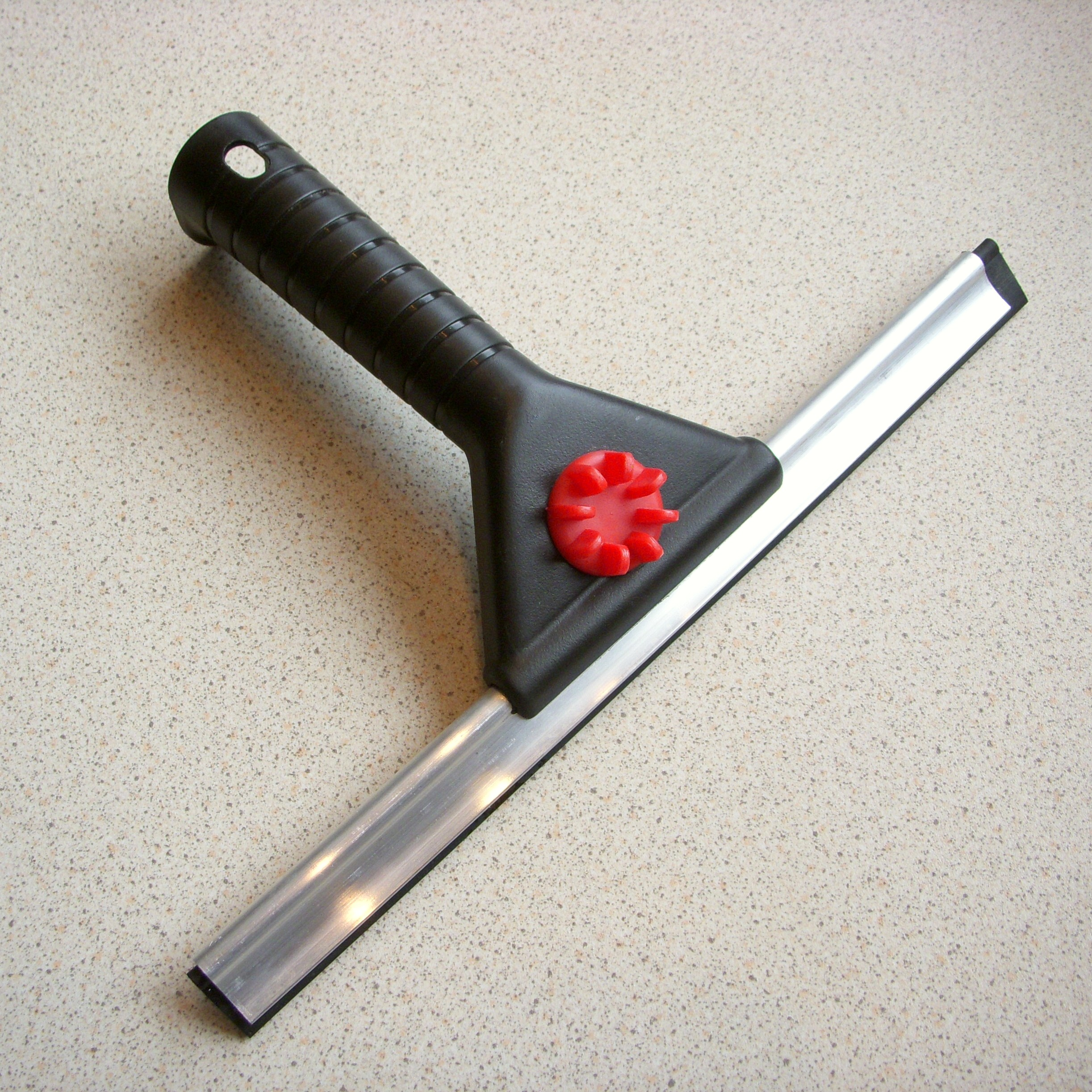
Fensterputzer

## Auszeichnungen
- Vierzehn Auszeichnungen Utmärkt Svensk Form von Svensk Form
- Drei Auszeichnungen Roter Punkt für höchste Designqualität vom Design Zentrum Nordrhein-Westfalen (Red dot design award)
- Zwei Auszeichnungen Roter Punkt für hohe Designqualität vom Design Zentrum Nordrhein-Westfalen (Red dot design award).

## A&E Designs Sammlung von Modellen und Prototypen
Im Januar 2015 übernahm das Schwedische Nationalmuseum in Stockholm A&E Designs vollständige Sammlung von Modellen und Prototypen. Es handelt sich hierbei um nahezu 400 handgefertigte Objekte, die während der Jahre 1968 bis 2015 entstanden sind. Laut Berndt Arell, derzeitiger Chef des Museums, repräsentiert das Material „… eine einmalige Sammlung, nicht nur dem Umfang nach, sondern auch der Qualität nach und der Ästhetik“, die „sehr große Bedeutung für künftige Forschung und im Zusammenhang mit Ausstellungen haben wird“.

## Modelle und Prototypen, Beispiele

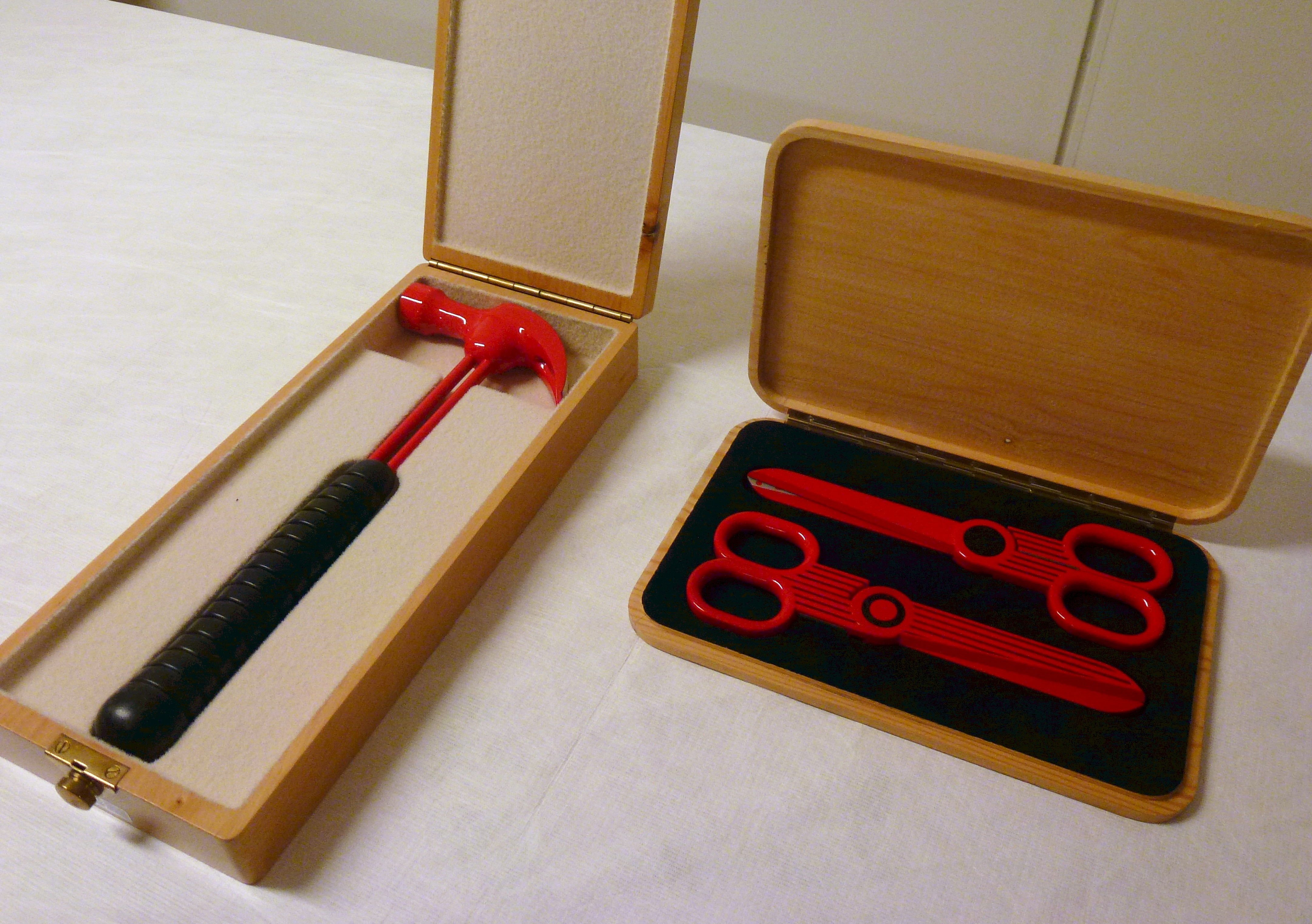
Hammer (1972) und Papierscheren (1971).
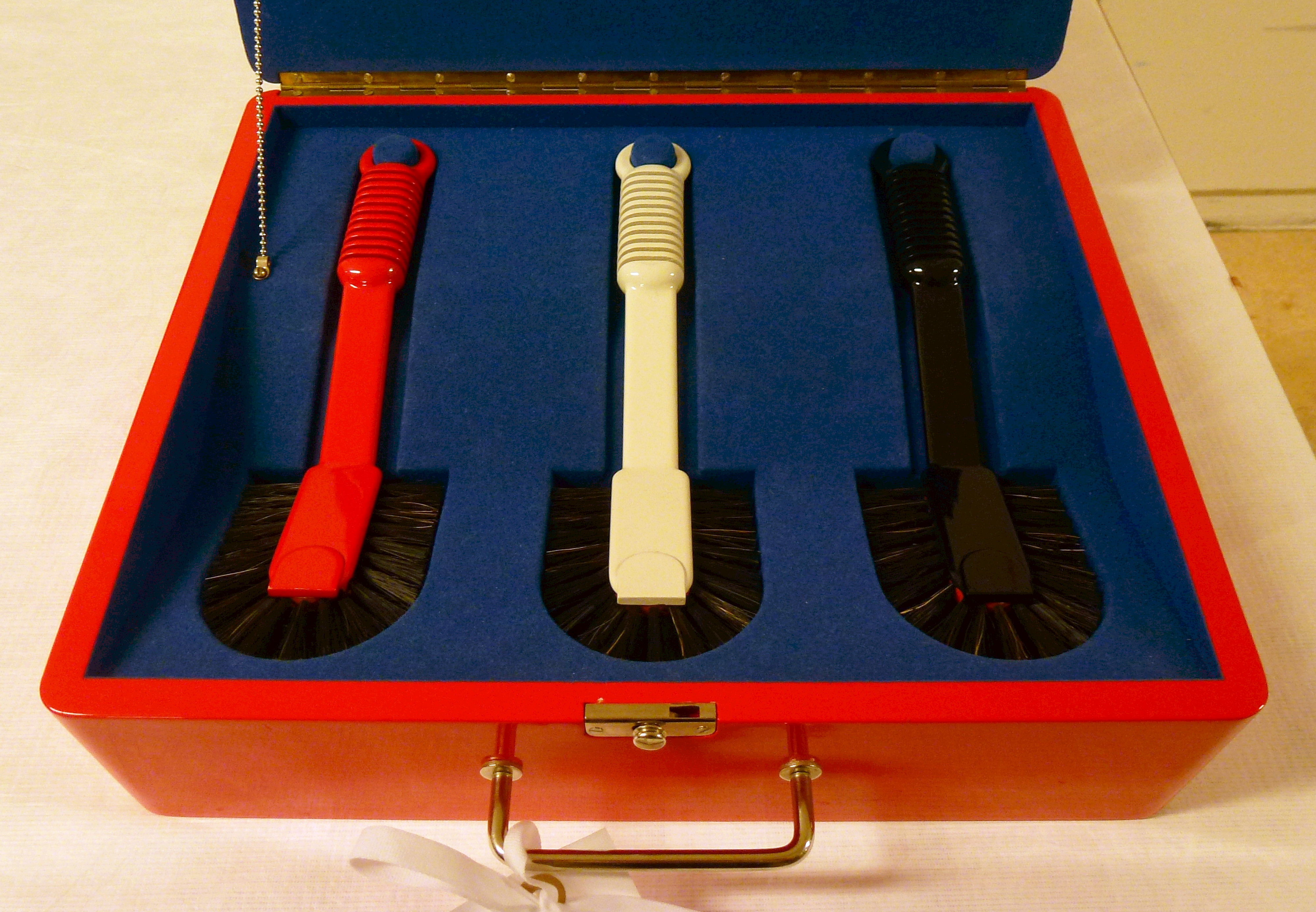
Spülbürste (1974)
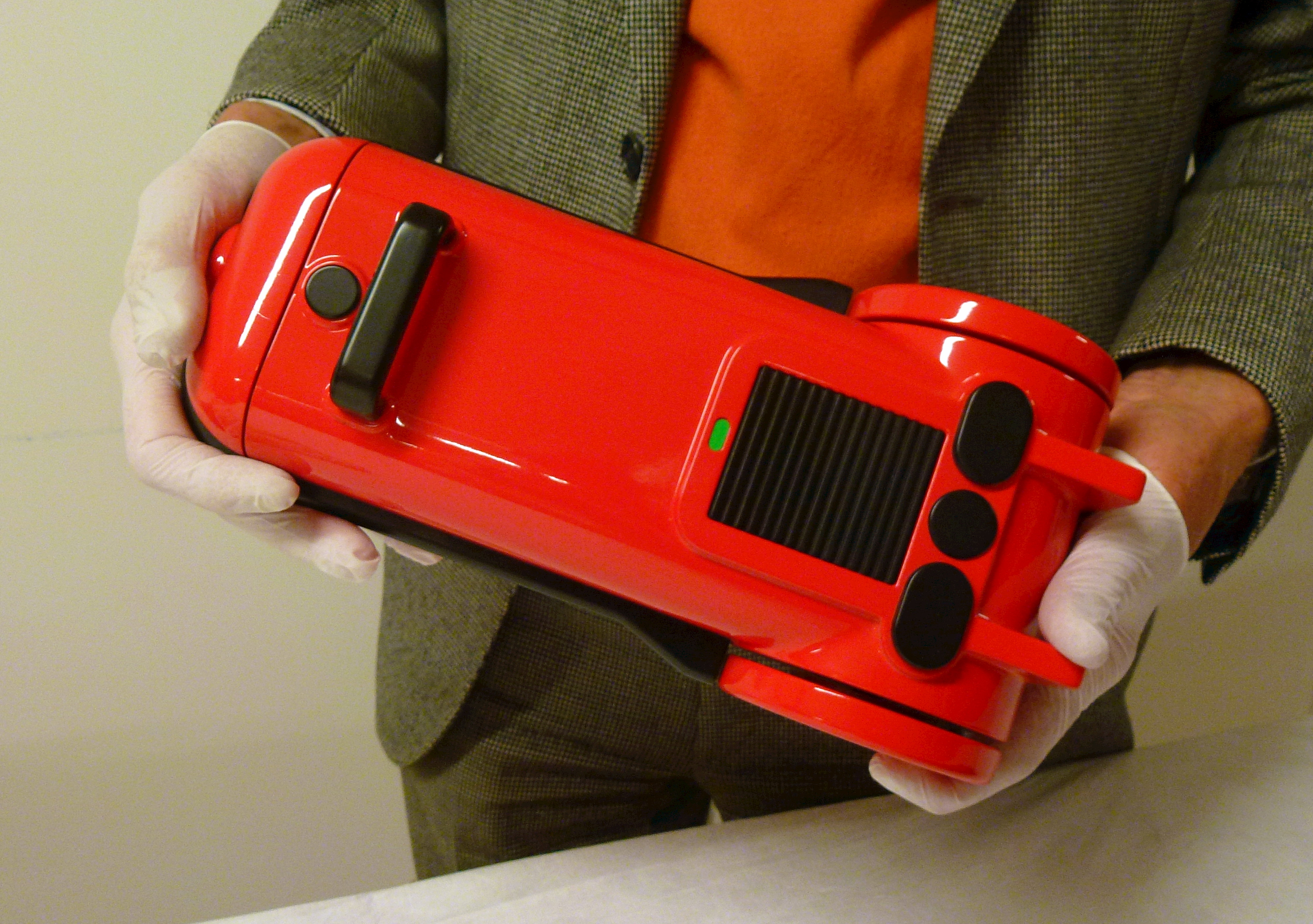
Staubsauger, 50 % verkleinert (1975).
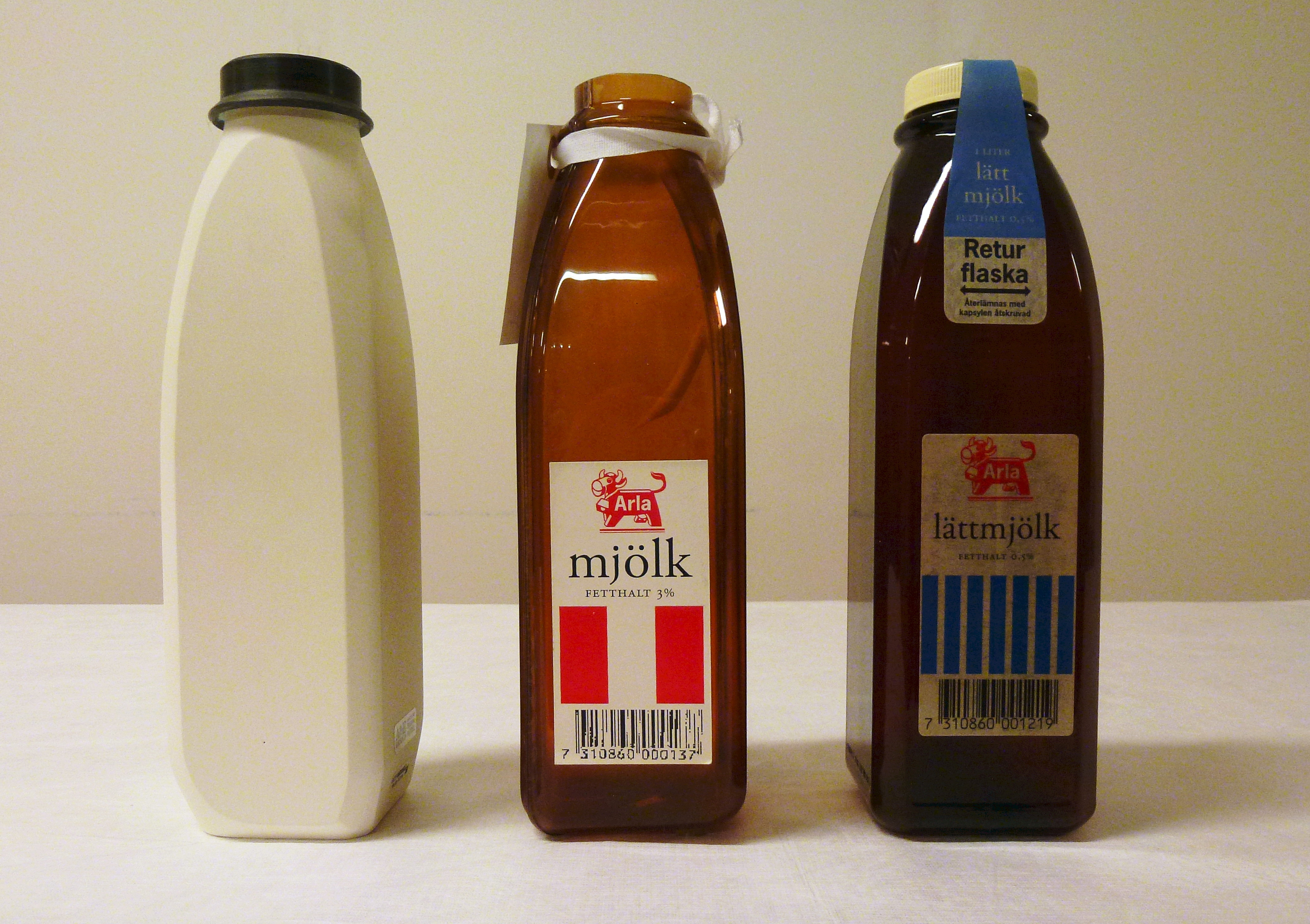
Mehrwegflasche für Milch (1992). Von links: Massivmodell, Prototyp, fertiges Produkt
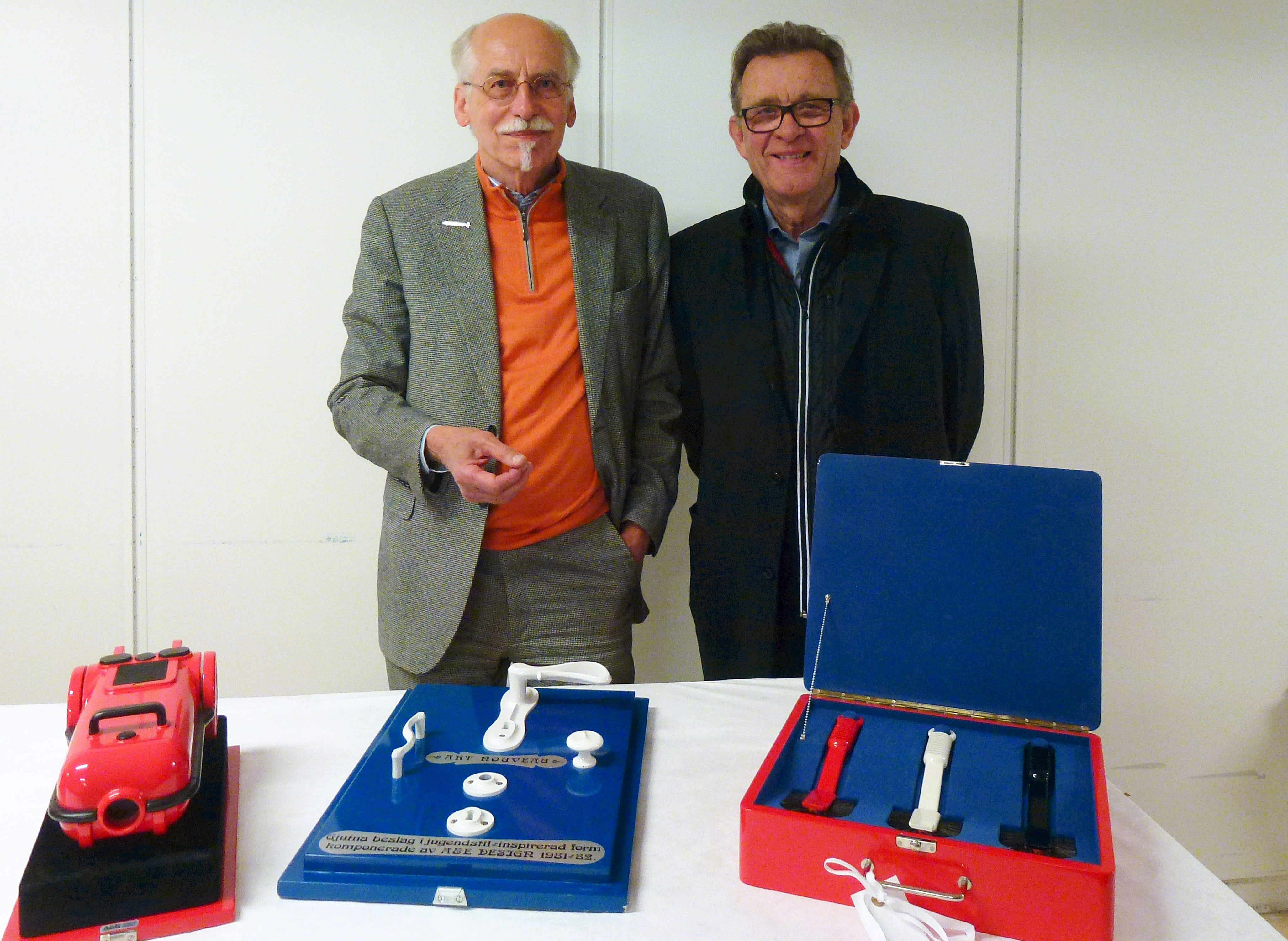
Hans Ehrich Tom Ahlström vor einigen Modellen (2015).

## Bibliografie
- A&E Design – The Book, Business History Publishing, Stockholm (2018), ISBN 978-91-984266-4-9

## Literatur und Quellen

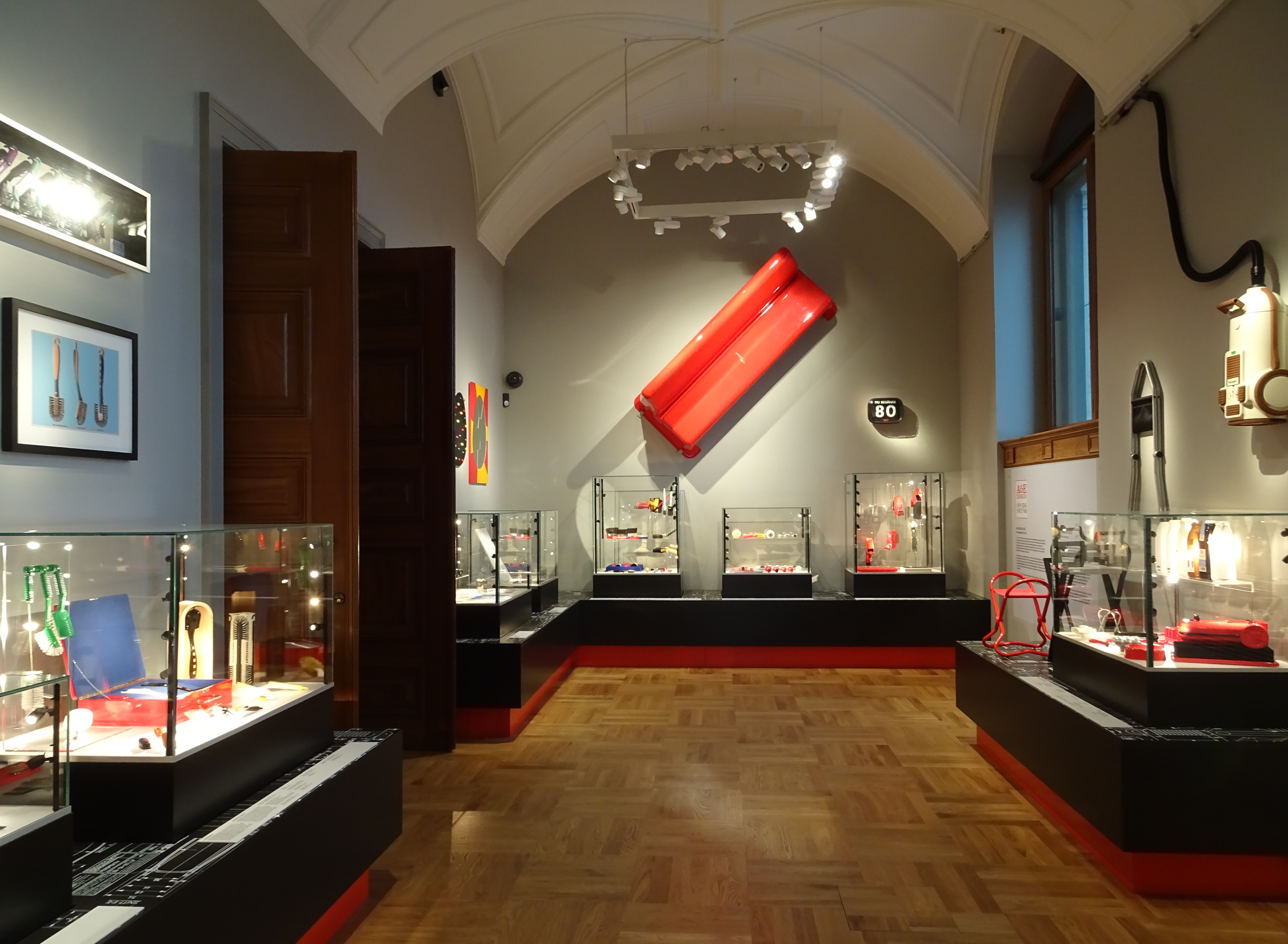
Sonderausstellung im Nationalmuseum in Stockholm